# Demokratistafetten
Demokratistafetten eller Ebbe Kløvedal Reichs Demokratistafet er både en hædersbevisning og en forpligtelse.
Demokratistafetten gives til personer, der gør en særlig indsats for demokratiet. Det er dog ikke en demokratipris for allerede afsluttede handlinger, men en stafet, der forpligter modtageren på at styrke demokratiet, og modtageren skal indenfor et år lave en eller anden form for arrangement, der sætter fokus på demokrati og folkestyre.
Stafetten er blevet uddelt på grundlovsdag på Vartov i København siden 2005 og er gået til:
- Niels Hausgaard, skuespiller og politisk satiriker, 2005
- Flemming Jensen, skuespiller og instruktør, 2006
- Lene Andersen, forfatter og debattør, 2007
- Omar Marzouk, skuespiller og komiker, 2008
- Hans Jørgen Bonnichsen, samfundsdebattør og tidligere PET-chef, 2009
- Carsten Jensen forfatter og samfundsdebattør, 2010
- Rune Lykkeberg forfatter og redaktør ved Dagbladet Information, 2011
- Gitte Sommer Harrits, demokratiforsker, 2012
- Lars Pehrson, direktør i Merkur Andelskasse, 2013
- Jesper Tynell, journalist ved DR, 2014
- Lars Olsen, forfatter og journalist, 2015[1]
- Özlem Sara Cekic, debattør og brobygger, 2016
- Emma Holten, feminist og debattør, 2017
- Anna Klitgaard og Carina Bettencourt, initiativtagere til "Konfliktkøkkenet", 2018
- Henrik Vestergaard Stokholm, rektor ved Nyborg Gymnasium, 2019
- (På grund af corona-restriktioner blev grundlovsmødet ikke gennemført i 2020, og stafetten skiftede derfor ikke hænder)
- Lisbeth Kirk og Jens-Peter Bonde, Hhv. redaktør samt stifter af EUobserver og mangeårig fortaler for demokrati i Europa, 2021 æresstafet
- Annika Aakjær, Sangerinde og sangskriver, 2021
- Mickey Gjerris, bioetiker, forfatter og foredragsholder, 2022
- Rasmus Willig, Sociolog, forfatter, forperson i Andelsgaarde og forstander på Suhrs Højskole, 2023
- Mathilde Walter Clark, magister i dansk og filosofi, forfatter og foredragsholder, 2024

Demokratistafetten tildeles af den tidligere indehaver i samarbejde med en komité bestående af: Elise Bennike Reich, Finn Ellegaard, Hanne Dahl og Hans Grishauge.
Demokratistafetten administreres af Oplysningsforbundet DEO.

## Eksterne kilder og henvisninger
- Ebbe Kløvedal Reichs Demokratistafet Arkiveret 22. august 2013 hos  Wayback Machine